# Буркхард фон Хевен
Буркхард фон Хевен (на немски: Burkhard von Hewen; † 30 септември 1398) е епископ на Констанц (1387/1388 – 1398).

## Живот
Той е син на Петер I фон Хевен († 29 септември 1371), господар на Енген в Хегау, и съпругата му Кунигунда († сл. 1357). Внук е на Буркхард фон Хевен († 1321) и правнук на Рудолф III фон Хевен 'Млади' († сл. 1295). Баща му се жени втори път за Катарина фон Фюрстенберг († 1382). Брат е на Хайнрих I фон Хевен, господар на Грисенберг († 1388/1389), рицар Ханс I фон Хевен († сл. 24 май 1395) и Маргарета (Грета) фон Хевен († сл. 6 декември 1398), омъжена I. пр. 2 септември 1355 г. за граф Конрад I фон Хоенберг († 6 септември 1356), II. 1357/1358 г. за фрайхер Стефан I фон Гунделфинген († 14 юни 1395). Роднина е на Хайнрих фон Хевен († 1462), епископ на Констанц (1436 – 1462).
Буркхард фон Хевен е до 1388 г. заместник („фервезер“) и епископ на папата в Рим. Той е избран на 20 май 1388 г. за епископ на Констанц.